# Battaglia (Casaletto Spartano)
Battaglia è la maggiore frazione del comune campano di Casaletto Spartano, in provincia di Salerno. Al 2019 contava 119 abitanti.

## Storia
Battaglia, la cui storia è molto legata alla vicina Casaletto Spartano, è un borgo di origine medievale risalente circa al XII secolo, col nome latino di Bactalearum. Fu una universitas autonoma fino all'aggregazione a quella di Casaletto, e nel XVII secolo contava 960 abitanti, fino al dimezzamento dovuto alla peste del 1656.
Il paese fu anche comune autonomo fino al 1810, quando venne unificato per ordine del generale francese Charles Antoine Manhès, su mandato di Gioacchino Murat. All'epoca del in cui Murat fu re di Napoli (parte del Primo Impero bonapartista), onde risolvere il problema del brigantaggio filo borbonico, inviò ordine al sindaco di Casaletto di appestare i foraggi e fornire vettovagliamenti alle sue truppe. Non addivenendo alla richiesta, e sospettato da Mahnès di essere in combutta coi briganti, il sindaco venne fucilato. Successivamente Mahnès ordinò l'unificazione dei due comuni ed impose al sindaco di Battaglia di trasferirsi a Casaletto, nuovo capoluogo comunale.

## Geografia
Battaglia sorge nell'entroterra del Cilento meridionale, in una vasta zona montuosa ad ovest dell'Appennino lucano. L'abitato è sito su una collina, a meno di 300 metri a livello d'aria da Casaletto Spartano (distante 3 km di strada), da cui è separata da una gravina, nella quale scorre il torrente Bussentino, affluente del Bussento.
Il paese dista 3 km da Tortorella, 10 da Vibonati, 11 da Torraca, 13 da Fortino e dal confine con la Basilicata, 14 da Caselle in Pittari e da Morigerati, 16 da Sapri, 21 da Lagonegro e 25 da Sanza.

## Monumenti e luoghi d'interesse
Tra i maggiori punti d'interesse vi è il centro storico medievale con le chiese di Santa Maria della Stella, Sant'Antonio, ed il Convento di San Francesco. A livello naturalistico Battaglia è ricompresa nel Parco nazionale del Cilento, Vallo di Diano e Alburni e, a circa 2 km di distanza, prima dell'ingresso a Casaletto Spartano, si trovano le cascate "Capelli di Venere", sul torrente Bussentino.

## Infrastrutture e trasporti
La frazione è attraversata dalla Strada provinciale 16 (SP 16), collegante Sapri con Caselle in Pittari, da cui si dirama la Strada provinciale 349 (SP 349) Battaglia-Fortino. La stazione ferroviaria di Casaletto Spartano-Battaglia, sulla linea Sicignano-Lagonegro, dista 16 km ed è sita nella frazione lagonegrense di Pennarone. Dal 1987 è chiusa all'esercizio, assieme all'intera linea, e servita da autoservizi sostitutivi.